# マーローズ
マーローズ（英: Marloes）は、ウェールズ、ペンブルックシャーにある小教区の村落であり、マーローズ半島に位置し、ミルフォード・ヘイヴンの西 11キロメートル (6.8 mi) 、セント・ブライズ湾の南海岸の西端に形成されている。ペンブルックシャー・コースト国立公園の一部であり、教区にある 9.7キロメートル (6.0 mi) の陸地の海岸線 には、ペンブルックシャー・コースト・パスによりどこからも行きやすい。セント・ブライズを加えたコミュニティ (community) としてマーローズ・アンド・セント・ブライズ（英語: Marloes and St Brides、ウェールズ語: Marloes a Sain Ffred）を構成しており、その人口は、2001年の国勢調査において323人、2011年には305人とされ、2019年6月末の推計では329人となっている。

## 名称
マーローズ (Marloes) の名は、古ウェールズ語の mail 「むき出しの（英: bare）」と ros 「「湿原地（英: moor）」または「岬（英: promontory）」に由来するとされ、スコットランドのメルローズと同様である。現地では MAR-loh-z と発音される。‘Little England beyond Wales’ （ウェールズを越えたリトル・イングランド）と呼ばれる地域の一部であり、900年にもわたり本質的に英語が話されていた。

## 地理
マーローズ・サンズの浜辺がマーローズの南西の位置にあり、イギリスにおける最高の砂浜の1つと見なされている。半島の中央部にはミア (Mere) と呼ばれる広い湿地となる水域があり、ともにナショナル・トラストにより保全・管理されている

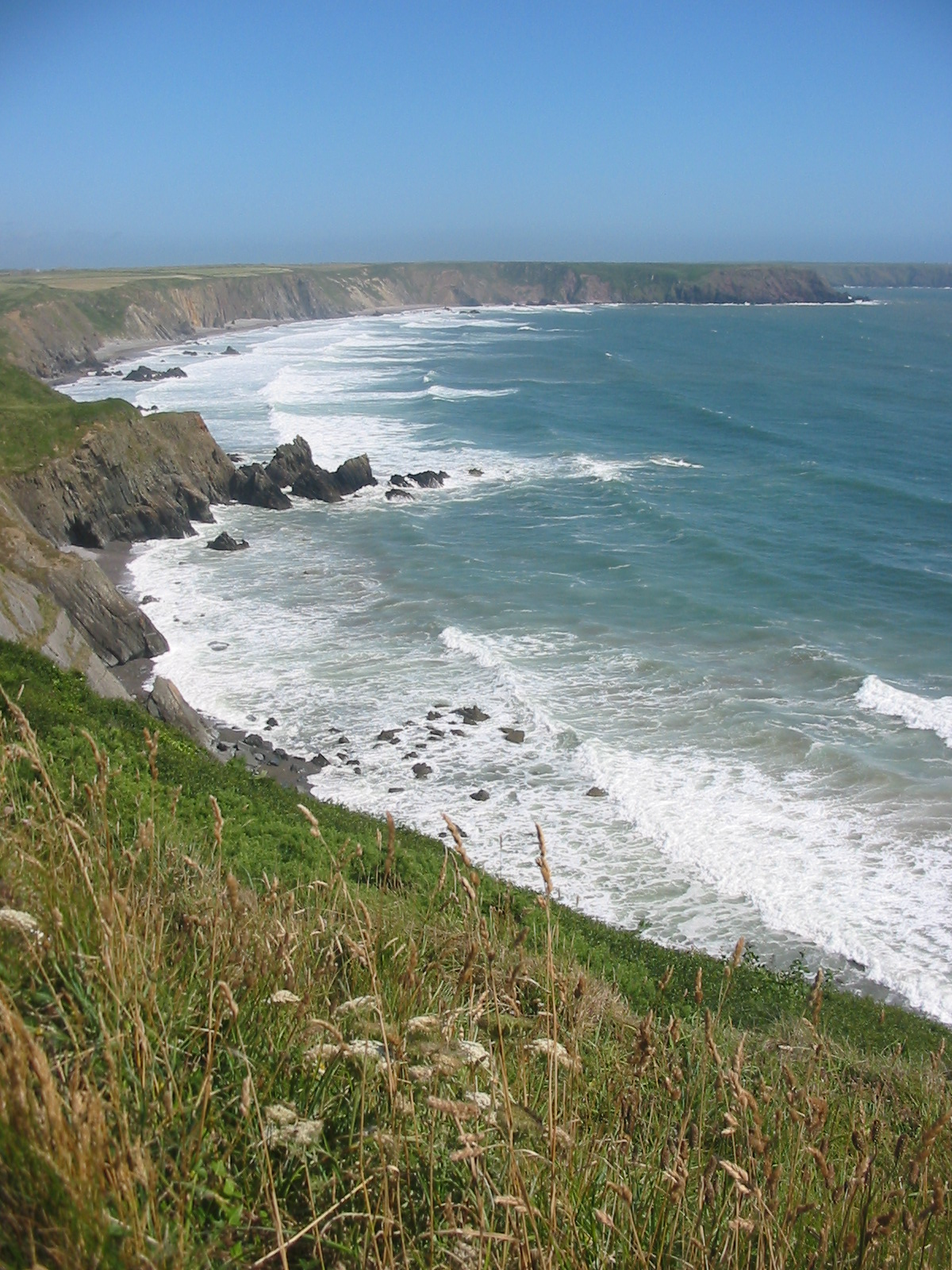
マーローズ半島のペンブルックシャー・コースト・パスからの景観

半島の一端には島をつなぐマーチンズ･ヘイヴンがあり、もう一方の先端にはゲートホルム、また、西方の沖にはグラスホルムの小島がある。

### ディアパーク
ナショナル・トラストが半島の西側半分を所有し、その西端にある誰でも入れるウォーキング・トレイル（散策路）となる「ディアパーク (Deer Park)」など、散策ならびに野生生物のハイイロアザラシ、ベニハシガラスおよびニシツノメドリなどの観察に適した区域がある。ディアパーク一帯は、かつて20世紀初頭（1914-1920年）までセント・ブライズのケンジントン地所 (Kensington estate) の一角であり、実際にはシカ (Deer) がいたことはなかった。ディアパークという名称は、1800年頃（18世紀末-19世紀初頭）にシカ公園（ディアパーク）を開設しようとしたことによる。現在、ここにはナショナル・トラストにより、ウェルシュマウンテンポニー (Welsh mountain ponies) が環境の保全のために放牧されている。このディアパークの崖の上には、岬の海岸線に防御された鉄器時代（紀元前500-後100年）の居住地としての砦があったことが認められる。また、かつての沿岸警備隊の小屋 (Coastguard's Hut) は、2009年より NCI (National Coastwatch Institution) によるウールタック・ポイント (Wooltack Point) 監視基地として使用されている。

## 歴史
ウェールズ内の至る所がサミュエル・ルイスによる1833年の著書 A Topographical Dictionary of Wales に記載されている。マーローズについての記述は次のようになる。

MARLAIS（マーローズ）、数百のロス (RHÔS) の小教区、ペンブルック (PEMBROKE) のカウンティ、南ウェールズ (SOUTH WALES) 、ハーバーフォードウェストから11マイル（西南西）、427人が居住する。この小教区はマグルスウィック湾 (Muggleswick bay) の南岸に位置する……。ごく一部を除き、一帯は耕作地や牧草地からなり、取り囲まれて開墾が行き届いている。村には、主にロブスター（アカザエビ類）やカニの水産業で生計を立てる漁師が住み、ここでかなり広く営まれ、ヒルが売られ、Marlais Mere（マーローズ・ミア）と呼ばれる60から70エーカーにおよぶ水域一面におびただしく見られて、夏の間にはそこは乾燥し、ウシに格別の牧草地をもたらす……。教会は、聖ペトロに捧げられ、小さな建物で、重要な建築的細目はない。かつての建造物として、聖マリアに捧げられたものが、砂浜の近くにあったが、海水の侵害により破壊された……。

マーローズ・ミアでは、かつて薬用のヒルが出血や傷の洗浄のために採取され、ロンドンにも送られていた。マーローズでは、今日もヒツジやウシの牧草地およびジャガイモなどといった耕作地における農業が営まれている。

### 教区教会

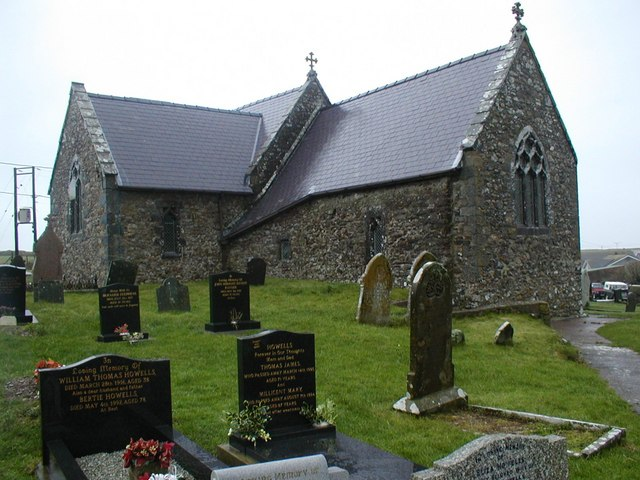
聖ペトロ教会
（マーローズ教区教会）

マーローズの聖ペトロ教会は、古くは中世（13世紀）にまでさかのぼり、1291年に ‘Ecclesia de Malros' （マロス教会）の名が認められる。1875-1877年（1874-1878年）に大改修がなされており、その後、1987年6月には新たな屋根が整備された。

### 時計塔

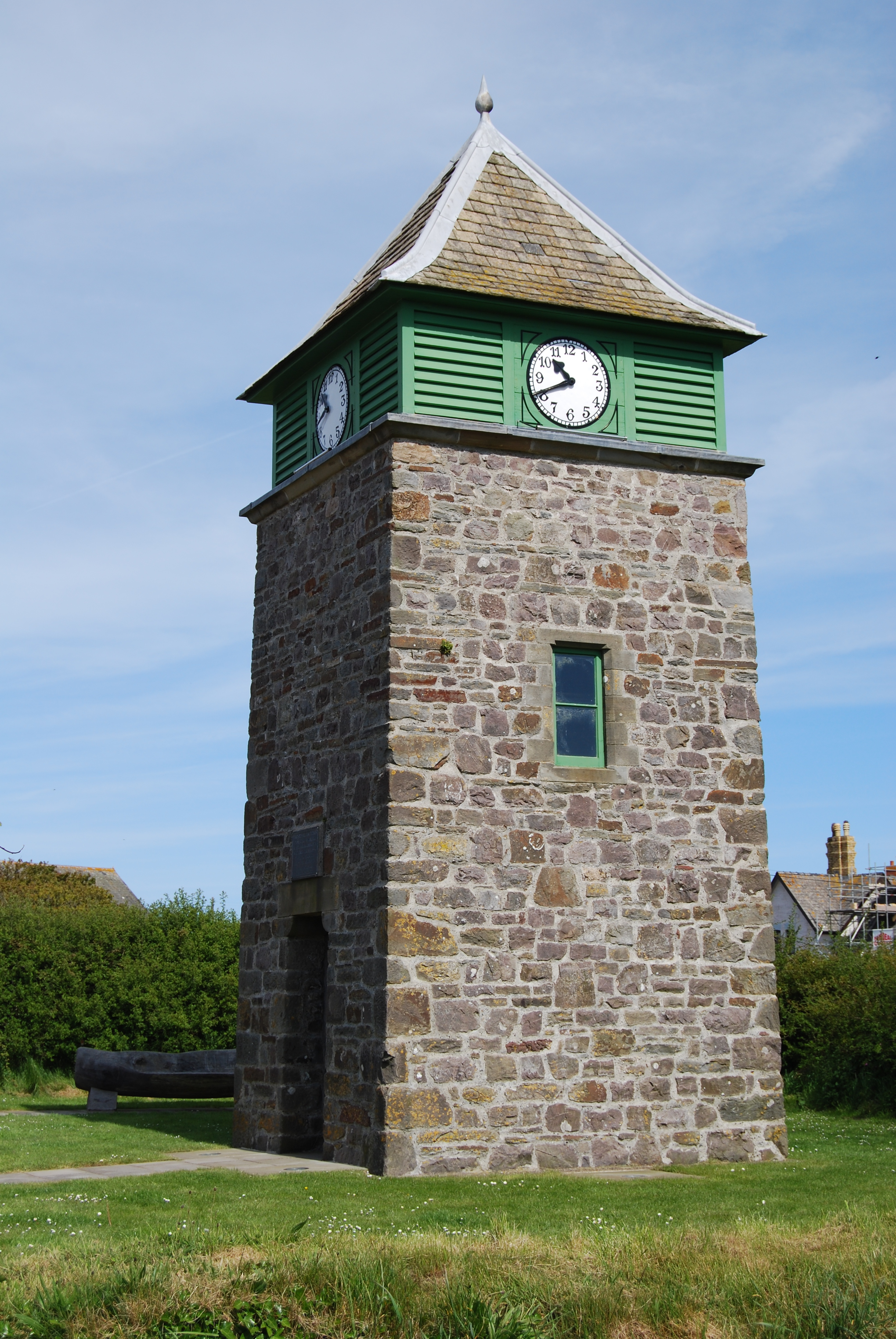
マーローズ時計塔 (Marloes Clock Tower)

マーローズの時計塔は、1904年に第4代ケンジントン男爵（1896年10月没）を記念して、ペンブルックシャー・リベラル・アソシエーション (Pembrokeshire liberal association) により建てられたもので、アーツ・アンド・クラフツ運動に触発されたという独特な意匠の時計塔は、地元で採られた石を使用して構築された。